# Pierre Rosenberg
 (mai 2024).
Pour les articles homonymes, voir Rosenberg.
Pierre Rosenberg, historien de l’art, conservateur, président-directeur honoraire du musée du Louvre, collectionneur et membre de l'Académie française, est né le 13 avril 1936 à Paris.

## Biographie
Réfugié durant l’occupation allemande en Lot-et-Garonne, à Auriac-sur-Dropt, et en Gironde, à Cazaugitat, avec ses parents Charles Rosenberg, avocat, et Gertrude Nassauer. Georges Cadapeaud et son épouse Jeanne les ont cachés et leur ont sauvé la vie. Ils sont Justes parmi les Nations.
Pierre Rosenberg fait ses études secondaires au lycée Charlemagne à Paris. Licencié en droit (1960) et diplômé de la section supérieure de l’École du Louvre (1961), il a fait depuis 1962 toute sa carrière au musée du Louvre: conservateur, puis conservateur général, chef du département des Peintures de 1987 à 1994,, il assure la charge de président-directeur de 1994 à 2001. Il a dirigé, à la suite de Michel Laclotte et au côté de Ioeh Ming Pei, les travaux de rénovation des salles et la complète mutation du musée. Il a créé le service du mécénat du Louvre et attacha une importance majeure à la politique d’acquisition du musée. Le Dictionnaire amoureux du Louvre (2007), dont il est l'auteur, rend compte de son implication quotidienne dans la vie et la transformation du Louvre.
Il a été, de 1981 à 1993, conservateur du musée national de l’Amitié franco-américaine à Blérancourt. Il est président de l'association Arthena (dont Christian Volle est le secrétaire général) et a été président du Festival de l'histoire de l’art de Fontainebleau et de l’Alliance française à Venise. Élu à l’Académie française, le 7 décembre 1995, au fauteuil d’Henri Gouhier (23e fauteuil), il est reçu le 14 novembre 1996 par José Cabanis,. Depuis le décès d'Hélène Carrère d'Encausse le 5 août 2023, Pierre Rosenberg est le doyen d'élection de l'institution.

### Universités et sociétés savantes
Boursier Focillon à l’université de Yale en 1961-1962, Pierre Rosenberg a été l’invité de «l’Institute for Advanced Study» à Princeton en 1977 et à l’université de Cambridge, Slade Fellow (1987). Il a occupé la chaire de peinture française à l’École du Louvre en 1970-1971. Président de la Société de l’histoire de l’art français en 1982-1984, il a été élu président du Comité français d'histoire de l'art en 1984. Il fait partie des comités de rédaction de la Revue de l’art depuis sa fondation en 1969, de la revue ArtIalies, de Print Quarterly, d’Artibus et Historiae, de la Revue du Louvre et des musées de France, du Bulletin de la Société de l'histoire de l'art français, du Burlington Magazine, de FMR Magazine et de Master Drawings.
Il est membre étranger de l’American Academy of Arts and Sciences, de l’American Philosophical Society, de l’Accademia Nazionale dei Lincei (Rome), l’Accademia Nazionale di San Luca (Rome) ainsi que de l’Accademia del Disegno (Florence), de l’Accademia Pietro Vanucci (Pérouse), de l’Istituto Veneto di Scienze, Lettere ed Arti, de l’Ateneo Veneto (Venise) et de l’Accademia Clementina (Bologne), honorary fellow de la Royal Academy (Londres).

## Le collectionneur
Pierre Rosenberg se définit comme un collectionneur compulsif. À la différence de collectionneurs qui choisissent méticuleusement chacune de leur nouvelle acquisition, une fois une œuvre acquise, Pierre Rosenberg l’accroche au mur ou la classe dans ses cartons et attend la nouvelle.
Il a entretenu tout au long de sa carrière des liens amicaux avec quelques-uns des plus grands collectionneurs de dessins et de tableaux de son temps: Henri Baderou, Jacques Petithory, Mathias Polakovitz, Othon Kauffmann et François Schlageter, Fabrizio Lemme… Leurs collections sont entrées, partiellement ou intégralement, dans les collections publiques françaises. Il a régulièrement collaboré avec un autre grand collectionneur de dessins, Louis-Antoine Prat.

### Le musée du Grand Siècle à Saint-Cloud

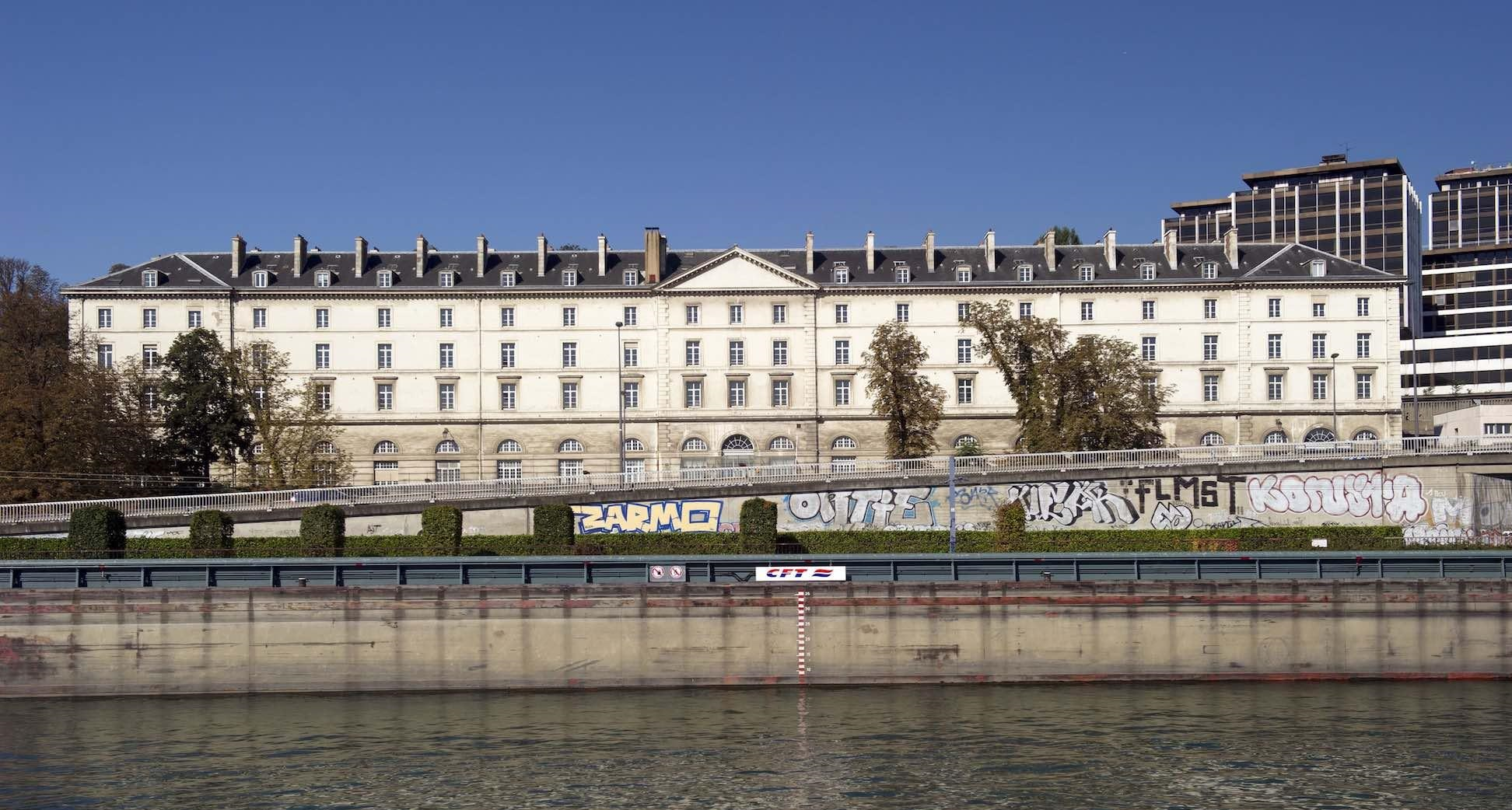
Le futur musée du Grand Siècle à Saint-Cloud, où sera conservée la donation Rosenberg.

Pierre Rosenberg a fait don de sa collection de peintures (694 tableaux), de dessins (3 500 feuilles) et d’animaux en verre de Murano (680) ainsi que de sa documentation (45 000 livres de sa bibliothèque et 1 500 boîtes d'archives) au musée du Grand Siècle, dirigé par Alexandre Gady, qui ouvrira ses portes en 2027 dans l’ancienne caserne Sully à Saint-Cloud.
Un projet initial aux Andelys, ville natale du peintre Nicolas Poussin, devait voir le jour, mais celui-ci n'a pu aboutir.

## Travaux de recherches
Ses travaux d’historien de l’art portent essentiellement sur le dessin et la peinture française et italienne des XVIIe et XVIIIe siècles ainsi que sur l’histoire du collectionnisme. Il a rédigé plus de deux cents articles dans les principales revues spécialisées, a collaboré aux Mélanges dédiés aux principaux historiens d’art français et étrangers de notre temps (R. Bacou, J. Bialostocki, F. Bologna, R. Bossaglia, G. Briganti, R. Causa, A. Chastel, B. Foucart, M. Gregori, W. Hoffmann, M. Laclotte, H. Marx, A. Mérot, J. Montagu, K. Oberhuber, C. Pietrangeli, A. Popham, G. Previtali, M. Rœthlisberger, A. Schnapper, S. Slive, Ch. Sterling, Ch. Thiem, M. Winner, P. Zampetti, F. Zeri,...) et a participé à quelques-uns des principaux colloques français et internationaux d’histoire de l’art de ces dernières années (Watteau, Vouet, David, Callot, La Tour, Poussin, Caravage, Tintoret…)
Pierre Rosenberg a organisé un grand nombre d’expositions en France, en Italie, en Allemagne, en Angleterre, aux États-Unis, au Canada, en Espagne et au Japon. Il en a rédigé, parfois intégralement, les catalogues. Il a par ailleurs soutenu la création de l’Institut national d’histoire de l’art, et milite en faveur de l’enseignement de l’histoire de l’art dans les établissements d’enseignement secondaire. Il a rédigé les catalogues raisonnés des dessins de Poussin, de Watteau et de David, en collaboration avec Louis-Antoine Prat et ceux des tableaux des Le Nain, de Chardin et de Fragonard. Le catalogue de la collection de dessins de Pierre-Jean Mariette (1694-1774) est paru en huit volumes entre 2011 et 2022. Il a prononcé, en avril et mai 1996, à la National Gallery de Washington, les Mellon Lectures.
Depuis l’exposition Poussin et son temps à Rouen en 1961 jusqu’à la publication du catalogue raisonné des tableaux de Nicolas Poussin (quatre volumes) dont la parution est prévue au printemps 2026, Pierre Rosenberg a toujours accordé sa préférence à Nicolas Poussin (1594-1665) qu’il considère comme le plus grand peintre français de tous les siècles. Artiste difficile d’accès, aimé de tous temps par les artistes et les historiens de l’art de tous pays. Poussin est peu populaire, en comparaison avec ses égaux du XVIIe siècle (Caravage, Rembrandt, Rubens, Vélasquez, Vermeer…). Pierre Rosenberg par ses publications, ses expositions et ses conférences, a mis ses efforts à faciliter l’accès à son œuvre. L’Hiver, dit aussi Le Déluge, est son tableau préféré.

### Nicolas Poussin
Grand connaisseur de la peinture européenne des Temps modernes, il est reconnu comme l’un des meilleurs spécialistes de Nicolas Poussin. Il en a publié le catalogue des dessins.[source insuffisante]
Jeune conservateur, Pierre Rosenberg identifie en 1969 un tableau de Poussin, Olympos et Marsysas, non attribué au peintre, dans une vente aux enchères. Acheté par le musée du Louvre, le tableau a été rendu à ses propriétaires à la suite d'une longue procédure judiciaire pour erreur sur la substance. Le tableau a été remis en vente et adjugé avec les frais pour 8 142 500 francs le 12 décembre 1988. Cette affaire judiciaire va profondément marquer le jeune conservateur. En effet, ce jugement ne récompense pas l'étude, le savoir et l'œil de l'expert, mais au contraire la propriété des vendeurs, qui n'ont fait aucun effort pour valoriser leur œuvre.

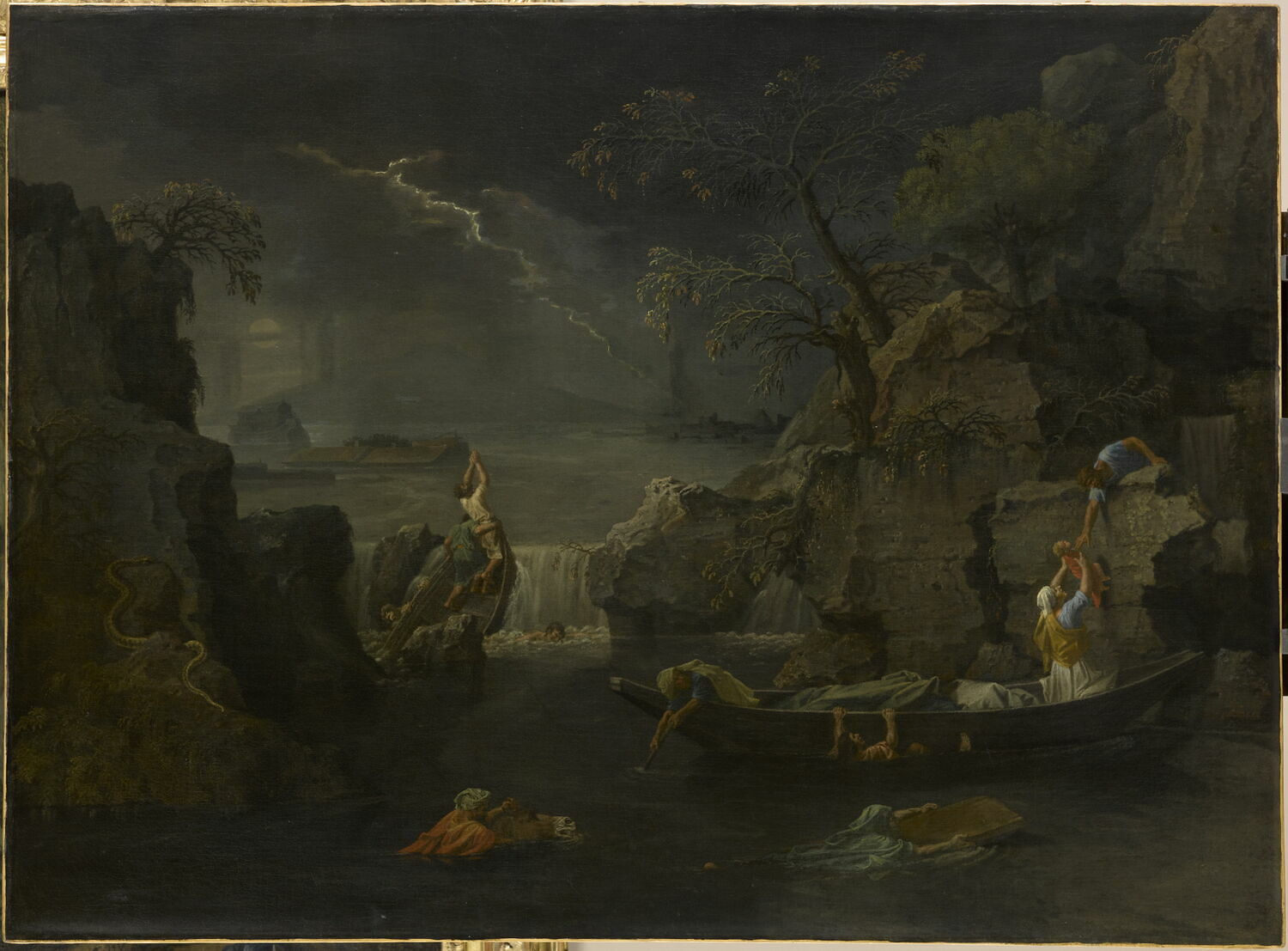
L'Hiver dit ausi Le Déluge, Nicolas Poussin, musée du Louvre. Il s'agit du tableau préféré de Pierre Rosenberg. L'œuvre parle de la mort, des bienheureux sauvés dans l'Arche de Noé et de tous les autres êtres sur terre, qui seront engloutis par la montée des eaux. L'Arche échouera sur le mont Ararat, en Arménie.

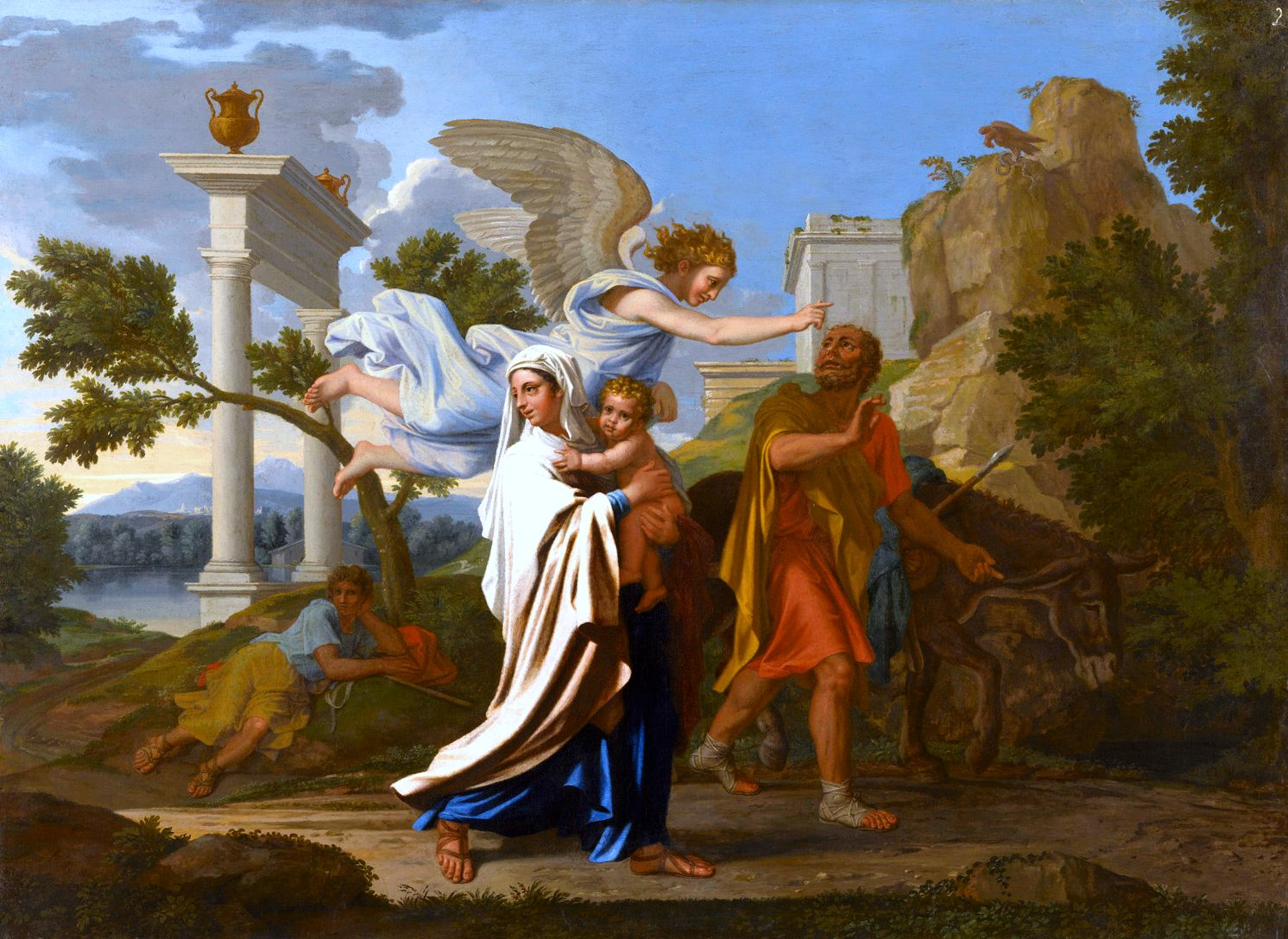
La Fuite en Égypte découverte par les frères Pardo, musée des Beaux-Arts de Lyon.

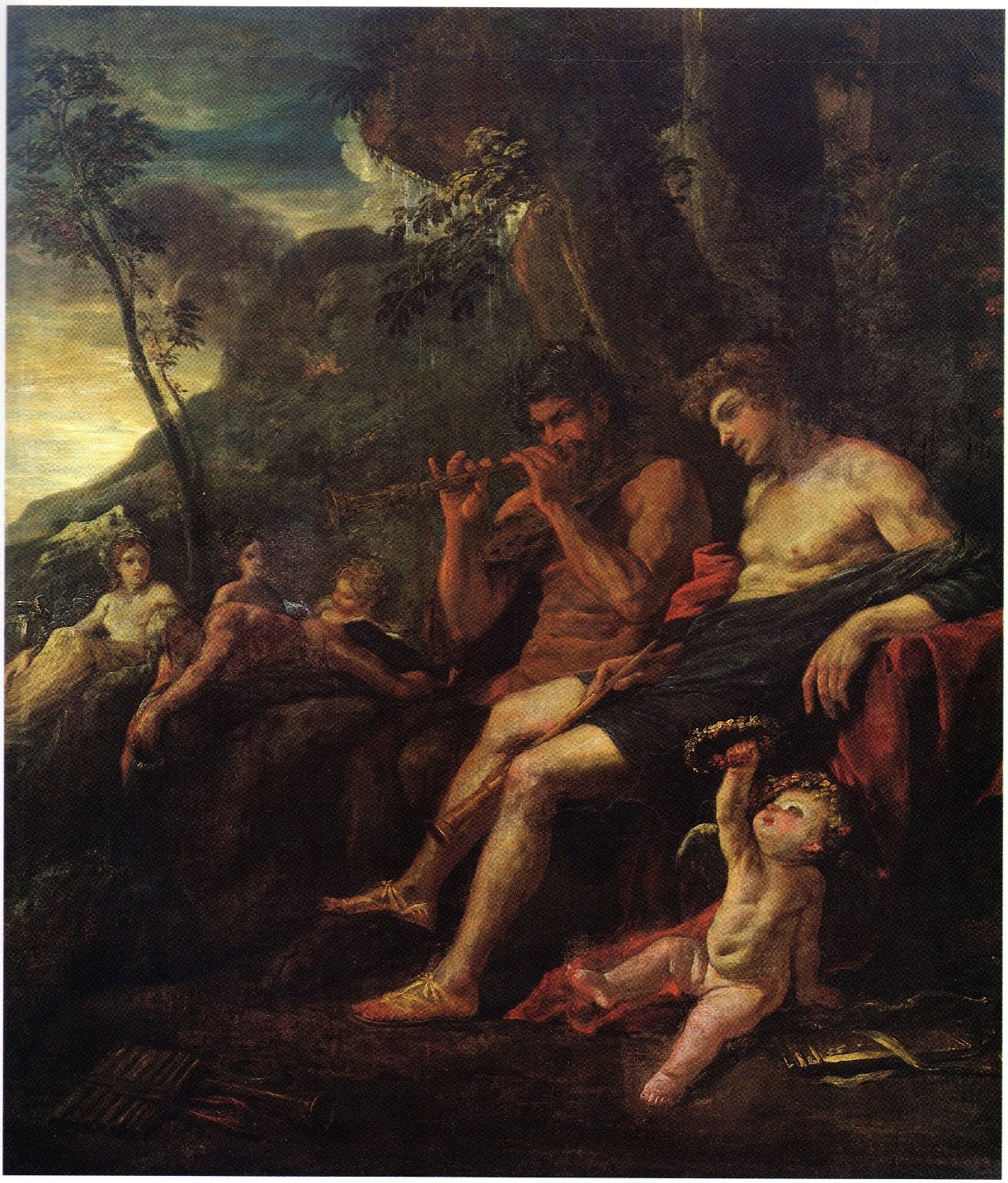
Olympos et Marsyas, Nicolas Poussin, collection particulière.

Le nom de Pierre Rosenberg est lié à deux autres tableaux de Nicolas Poussin. Le premier tableau, La Sainte Famille à l'escalier, est aujourd'hui au musée de Cleveland. Le tableau a été exporté clandestinement en dépit des efforts de Michel Laclotte, Jacques Thuillier et Pierre Rosenberg pour le faire acquérir par le musée du Louvre. Le second, La Fuite en Egypte, est passé en vente publique à Versailles, courageusement acquis par deux marchands, les frères Pardo. Ils furent par décision de justice contraint de rendre le tableau à leur propriétaire. Le musée des Beaux-Arts de Lyon put s'en porter acquéreur en 2007. Ce même musée a acheté en 2016 un second Poussin, La mort de Chioné, peint par Poussin à Lyon en 1622.

## Affaire Murillo - Suzanne de Canson
L'affaire du Portrait du Gentilhomme sévillan du peintre espagnol Bartolomé Esteban Murillo, dite Affaire Canson, défraya la chronique. Acquis par le Louvre en 1985, elle valut au responsable du département des Peintures du musée d'être inculpé en 1988 sur le soupçon du caractère douteux de propriété du vendeur. L'affaire se conclut par un non-lieu dont bénéficia Pierre Rosenberg. Le tableau est depuis accroché dans les salles du Louvre.
De 1985 à 1988, le musée du Louvre a été lié à l'affaire de l'acquisition contestée d'une œuvre de Murillo, en lien avec l'affaire judiciaire Suzanne de Canson. Le département des Peintures du musée avait examiné cette toile dix ans plus tôt. En 1981, il avait fait connaître le vœu du musée de l'acquérir. Entre-temps, la toile avait quitté la France et mise en vente par la maison Christie's à Londres,. Le Louvre déclara alors à Christie's que le tableau avait été sorti illégalement du pays, mais du fait de l'impossibilité d'un recours légal contre Christie's, accepta de ne pas alerter le bureau des douanes s'il pouvait acheter le tableau pour un million de dollars, soit environ la moitié de sa valeur.
Il fut révélé que le Louvre avait acheté, en 1985, le tableau de Murillo, Le Gentilhomme sévillan, vendu par Joëlle Pesnel, principale inculpée de ce dossier, alors qu'il appartenait en réalité à Suzanne de Canson, qui séquestrée, était décédée en 1986. Le chef du département des Peintures du musée du Louvre fut inculpé, le 13 décembre 1988, de recel par Jean-Pierre Bernard, juge d'instruction à Toulon, chargé de l'affaire de cette succession. La décision du magistrat instructeur se fondait sur le soupçon que, lors de cette transaction, les responsables du musée du Louvre ne pouvaient ignorer le caractère douteux du titre de propriété de Joëlle Pesnel, qui est notamment inculpée de vol,.
Les accusations sont abandonnées par la suite. Au terme d'une longue procédure, la justice finit par délivrer un quitus au musée.

## Vie privée
Pierre Rosenberg a épousé en premières noces Françoise Viatte, conservatrice au département des Arts graphiques au musée du Louvre. En 1981, il se marie avec Béatrice de Rothschild, fille du baron Alain de Rothschild et de Mary Chauvin du Treuil, et adopte sa fille Marie (1963-2013), issue de son premier mariage avec Armand Angliviel de La Beaumelle (1929-1964). Marie est la mère de Guido, Marcantonio et Gioacchino Brandolini d'Adda par son mariage avec le comte Brandino Brandolini d'Adda. Pierre Rosenberg se rend une semaine par mois à Venise. Il habite la maison où Richard Wagner a composé le second acte de Tristan. Pierre Rosenberg adore les chats (Tristan à l’heure présente). Le chat et la palette,(1987) illustre cette passion.

## Publications

### Ouvrages
- Chardin, Paris, Skira, 1963
- Inventaire des collections publiques françaises - Rouen. Tableaux français et italiens des XVIIe et XVIIIe siècles, Paris, 1966
- Jean Restout (1692-1768): Musée des Beaux-arts de Rouen, juin-septembre 1970, en collaboration avec Antoine Schnapper, Rouen, 1970
- Il Seicento francese - (I Maestri del Disegno), Milan, 1970
- Georges de La Tour - Fribourg (en collaboration), 1973
- Le XVIIe siècle français, Paris, éditions Princesse, 1976 (OCLC 26908615)
- La Donation Baderou au musée de Rouen – (Cahiers de la Revue du Louvre), 1980
- Chardin - Tout l’œuvre peint, Paris (Skira), 1983
- Peyron - Paris (en collaboration) (Arthena), 1983
- Saint-Non. Fragonard. Panopticon italiano. Un diario di viaggio ritrovato. 1759-1761 - Rome (en collaboration), 1986
- Le Chat et la Palette : le chat dans la peinture occidentale du XVe au XXe siècle, en collaboration avec Élisabeth Foucart-Walter, Paris, Biro, 1987
- Fragonard - Tout l’œuvre peint, Paris (Flammarion), 1989
- Les Frères Le Nain - Tout l’œuvre peint, Paris (Flammarion), 1993
- Poussin : « Je n'ai rien négligé », en collaboration avec Renaud Temperini, coll. « Découvertes Gallimard / Arts » (no 233), Paris, Gallimard, 1994
- Nicolas Poussin. 1594-1665 - Catalogue raisonné des dessins, Milan (en collaboration ; Prix de la Société d’étude du XVIIe siècle), 1994
- Antoine Watteau - Catalogue raisonné des dessins, Milan (en collaboration), 1996
- Julien de Parme, 1736-1799 - Parme, 1998
- Chardin : La nature silencieuse, avec Hélène Prigent, coll. « Découvertes Gallimard / Arts » (no 377), Paris, Gallimard, 1999
- Michel-François Dandré-Bardon, 1700-1783 (Cahiers du Dessin français), 2001
- Du dessin au tableau : Poussin, Watteau, Fragonard, David et Ingres, Paris, Flammarion, 2001 (OCLC 48449212)
- Jacques-Louis David 1748-1825. Catalogue raisonné des dessins, avec Louis-Antoine Prat, Milan, éditions Leonardo Arte, 2002, 2 vol. (OCLC 51105812)
- De Raphaël à la Révolution. Les relations artistiques entre la France et l’Italie, Milan, Skira, 2005  (ISBN 88-7624-006-3)
- En Amérique seulement (Skira), 2006
- (en) Neil Jeffares, Dictionary of pastellists before 1800 (préface de de Pierre Rosenberg), Londres, Unicorn Press, 2006, 758 p. (ISBN 978-0-90629-086-6, lire en ligne). Une édition de l’ouvrage (Online edition) est accessible et téléchargeable gratuitement en ligne Dictionary of pastellists before 1800.
- Dictionnaire amoureux du Louvre, Paris, Plon, 2007  (ISBN 978-2-286-04003-1)
- Venise, Arles, Actes Sud, 2011  (ISBN 978-2-7427-9660-1)
- avec Nicolas Lesur : Pierre Subleyras 1699-1749, Cahiers du Dessin français - galerie de Bayser, 2013
- Catalogue de la collection de dessins de Pierre-Jean Mariette (1694-1774) – 8 volumes, 2011-2022
- Le cardinal Fesch, Poussin et Midas (IAC Éditions d’Art), 2012
- Nicolas Poussin : les tableaux du Louvre : catalogue raisonné (musée du Louvre), 2015

### Expositions (seul ou en collaboration)
- 1961 Nicolas Poussin et son temps, Rouen
- 1972-1973 Dessins français des XVIIe et XVIIIe siècles des collections américaines, Toronto, Ottawa, San Francisco, New York
- 1974-1975 De David à Delacroix. La peinture française de 1774 à 1830, Paris, Detroit, New York (en collaboration)
- 1975-1976 Le Siècle de Louis XV, Toledo, Chicago, Ottawa
- 1977-1978 Poussin, Rome, Düsseldorf
- 1979 Chardin, Paris, Boston, Cleveland
- 1982 La Peinture française du XVIIe siècle dans les collections américaines, Paris, New York, Chicago
- 1984-1985 Watteau, Washington, Paris, Berlin (en collaboration)
- 1987 Fragonard, Paris, New York
- 1987 Subleyras, Paris, Rome (en collaboration)
- 1988 La Hyre, Grenoble, Rennes, Bordeaux (en collaboration)
- 1990-1991 La Collection Prat, New York, Fort Worth, Pittsburgh et Ottawa
- 1994-1995 Nicolas Poussin, 1594-1665, Paris (et aussi Bayonne et Chantilly)
- 1999-2000 Chardin, Paris, Düsseldorf, Londres, New York
- 1999-2000 Dominique-Vivant Denon. L’œil de Napoléon, musée du Louvre (en collaboration)
- 2005 Poussin, Watteau, Chardin, David : Peintures françaises des XVIIe et XVIIIe siècles dans les collections allemandes, Paris
- 2007 Poussin et la Nature, Bilbao, New York
- 2010-2011 Louis Cretey. Un visionnaire entre Lyon et Rome, Lyon (en collaboration)
- 2010-2011 Chardin : le peintre du silence, Ferrare, Madrid
- 2011 Watteau dessinateur, Londres (en collaboration)
- 2011-2012 Chardin (1699-1779), Tokyo
- 2017 Le Massacre des Innocents : Poussin, Picasso, Bacon, Chantilly
- 2021 L’arca di vetro. La collezione di animali di Pierre Rosenberg, Venise (prêteur)

### Conférences
- Enseigner l’histoire de l’art ?, colloque sur « L’enseignement de l’histoire de l’art à l’école », Paris, La Sorbonne, 21 septembre 2009 (en ligne).

### Articles
- « La monographie, un outil indispensable », Perspective, 4 | 2006, 497-498 [mis en ligne le 31 mars 2018, consulté le 31 janvier 2022. URL : http://journals.openedition.org/perspective/4215 ; DOI : https://doi.org/10.4000/perspective.4215].

## Distinctions
- Commandeur de la Légion d'honneur Il est fait chevalier le 14 avril 1995[31], promu officier le 31 décembre 2004[32], puis commandeur le 11 juillet 2014[33].
- Chevalier de l'ordre national du Mérite
- Commandeur de l'ordre des Palmes académiques
- Commandeur de l'ordre des Arts et des Lettres Il est fait commandeur le 11 juillet 2008[34]
- Officier de l'ordre du Mérite culturel Il est fait officier le 18 novembre 2014[35]
- Grand officier de l'ordre du Mérite de la République italienne‎
- Croix de commandeur de l'ordre du Mérite de la République fédérale allemande